# Багрій Петро Іларіонович
Петро Іларіонович Багрій (5 листопада 1925 с. Тополівка Вінницької області — 23 березня 1981, м. Київ) — український радянський економіст, доктор економічних наук (1970), професор (1971), член-кореспондент АН УРСР (1972), академік АН УРСР за спеціальністю «економіка» (27.12.1973).

## Життєпис
Народився 5 листопада 1925 року в селі Тополівка Вінницької області у родині службовця. Після восьми класів школи почав працювати в колгоспі. Під час Другої світової війни був бійцем партизанського загону. Нагороджений медаллю «За перемогу над Німеччиною у Великій Вітчизняній війні 1941—1945 рр.». У 1944—1950 рр. служив рядовим, сержантом і старшиною у Радянській Армії. Під час служби навчався в Бобруйській вечірній школі робітничої молоді, яку закінчив у 1950 р.
У 1954 році закінчив Одеський інститут народного господарства. В 1954—1957 рр. навчався в аспірантурі Інституту економіки АН УРСР. У 1958 році захистив дисертацію на здобуття наукового ступеня кандидата економічних наук. З 1957 року працював у Інституті економіки Академії наук України на посадах молодшого, а потім — старшого наукового співробітника (1960—1961, 1965).
У 1961—1965 рр. Петро Багрій, перебуваючи у закордонному відрядженні, працював службовцем у Статистичному бюро Секретаріату Організації Об'єднаних Націй (Нью-Йорк). Після повернення із США знову повернувся в Інституті економіки АН УРСР, де займав посади заступника директора з наукової роботи (1965—1971), директора (1971—1976), завідуючого відділом міжгалузевих комплексних проблем соціалістичного відтворення (1976—1981 рр.). У 1970 р. захистив дисертацію на здобуття наукового ступеня доктора економічних наук. У 1971 р. йому було присвоєно вчене звання професора.

Могила Петра Багрія та його родини, Байкове кладовище

Проживав у Києві, на вулиці Володимирській, 51/53. Трагічно загинув на 56-му році життя 23 березня 1981 року. Похований на Байковому кладовищі разом з дружиною та сином.

### Родина
Дружина — поетеса, прозаїк Ольга Багрій (1927—2022). Виховали сина Володимира (1951—2008).

## Наукова діяльність
Автор наукових праць із питань політичної економії, розвитку народного господарства та економічної статистики. 27 грудня 1973 року удостоєний премії імені О. Г. Шліхтера АН України за працю «Динамика и структура общественного производства при социализме (вопросы методологии и анализа)».
Побудував оригінальну модель причинно-наслідкових зв'язків товарного виробництва за соціалізму. Зробив значний внесок у аналіз продуктивності праці та чинників її підвищення, у вивчення динаміки, структури та ефективності виробництва; у розроблення проблем економічної статистики, порівняльного аналізу статистичних показників економічного розвитку СРСР та зарубіжних країн. Розробив методику включення соціалістичних країн в індекс світового промислового виробництва.
У монографії «Динамика и структура общественного производства при социализме (вопросы методологии и анализа)» вперше в аналіз схем відтворення увів поняття «капіталомісткість»; сформулював основне правило пропорційності розширенн репродукування, збудував систему рівностей, а також модель взаємозв'язку чинників, що визначають зміну вартості продукту 2-х підрозділів суспільного виробництва.
Петро Багрій керував колективом розробників довгострокової Комплексної програми науково-технічного прогресу в Українській РСР і сам приймав активну участь у цій праці.
Автор багатьох наукових праць з економічної теорії, розвитку національної економіки та економічної статистики. Був членом Головної редколегії «Української Радянської Енциклопедії», редколегії «Енциклопедії народного господарства УРСР», відповідальним редактором журналу «Економіка Радянської України».
За видатні заслуги у розвитку економічної науки Петро Іларіонович Багрій був обраний членом-кореспондентом (1972 р.), а потім — академіком АН УРСР (1973 р.).

## Праці
- Обчислення і аналіз продуктивності праці в радгоспах. К.: Вид-во АН УРСР, 1959. 122 с.
- Об опыте включения социалистических стран в мировые экономические индексы. М.: [б. и.], 1965. 12 с.
- Про методологію аналізу причин товарного виробництва при соціалізмі // Економіка Радянської України. — 1967. — № 5. — С. 22-27.
- Методологічні питання вимірювання економічного зростання // Економіка Радянської України. — 1968. — № 8. — С. 57-64.
- Система показателей при статистико-экономическом изучении эффективности использования основных производственных фондов на промышленных предприятиях. К., 1969. 50 с.
- Демографический прогноз и использование его данных для экономического прогнозирования / под ред. П. И. Багрия. К., 1970. 135 с.
- Динамика и структура общественного производства при социализме: Вопросы методологии и анализа. К.: Наук. думка, 1971. 320 с. (АН УССР. Ин-т экономики).
- Інтенсифікація колгоспного виробництва / відп. ред. П. І. Багрій. К.: Наукова думка, 1972. 144 с.
- О мерах стимулирования темпов роста производительности труда в промышленности УССР: докл. записка. АН УССР. Ин-т экономики. К., 1973. 20 с.
- Об актуальных проблемах управления научно-техническим прогрессом в промышленности: доклад / отв. ред. акад. П. И. Багрий; АН УССР. Ин-т экономики. К., 1974. 93 с.
- Проблемы интенсивного развития производства / П. И. Багрий, В. И. Кононенко, Л. Н. Шаблистая [и др.] / Отв. ред. П. И. Багрий. — К.: Наук. думка, 1978. 332 с.
- Пропорциональность и эффективность воспроизводства в условиях развитого социализма / отв. ред. П. И. Багрий. К.: Наукова думка, 1980. 374 с.
- Господарський механізм і удосконалення пропорцій відтворення // Економіка Радянської України. — 1981. — № 1. — С. 19-26.